# Asteroide di tipo P
Gli asteroidi di tipo P sono un raggruppamento nella classificazione spettrale degli asteroidi di Tholen. Sono inclusi negli asteroidi di tipo X nella classificazione SMASS.
Gli asteroidi di tipo P presentano un'albedo bassa, con un livello 0,1 o inferiore, il che li distingue dai più comuni asteroidi di tipo M.
Si pensa che abbiano una composizione a base di composti organici ricchi di silicati e anidridi silicate. Si trovano in gran parte negli asteroidi esterni della fascia principale; al 2018 ne esistono soltanto 33 di conosciuti.